# Baptistère de Grado
Le baptistère de Grado est un monument paléochrétien qui se dresse dans le centre historique, à côté de la basilique Sant'Eufemia, dans la ville de Grado, dans la province de Gorizia, région autonome du Frioul-Vénétie Julienne, en Italie.
Il a une forme octogonale, avec un bassin hexagonal. Sa construction remonte au VIe siècle.

## Histoire

### Origines

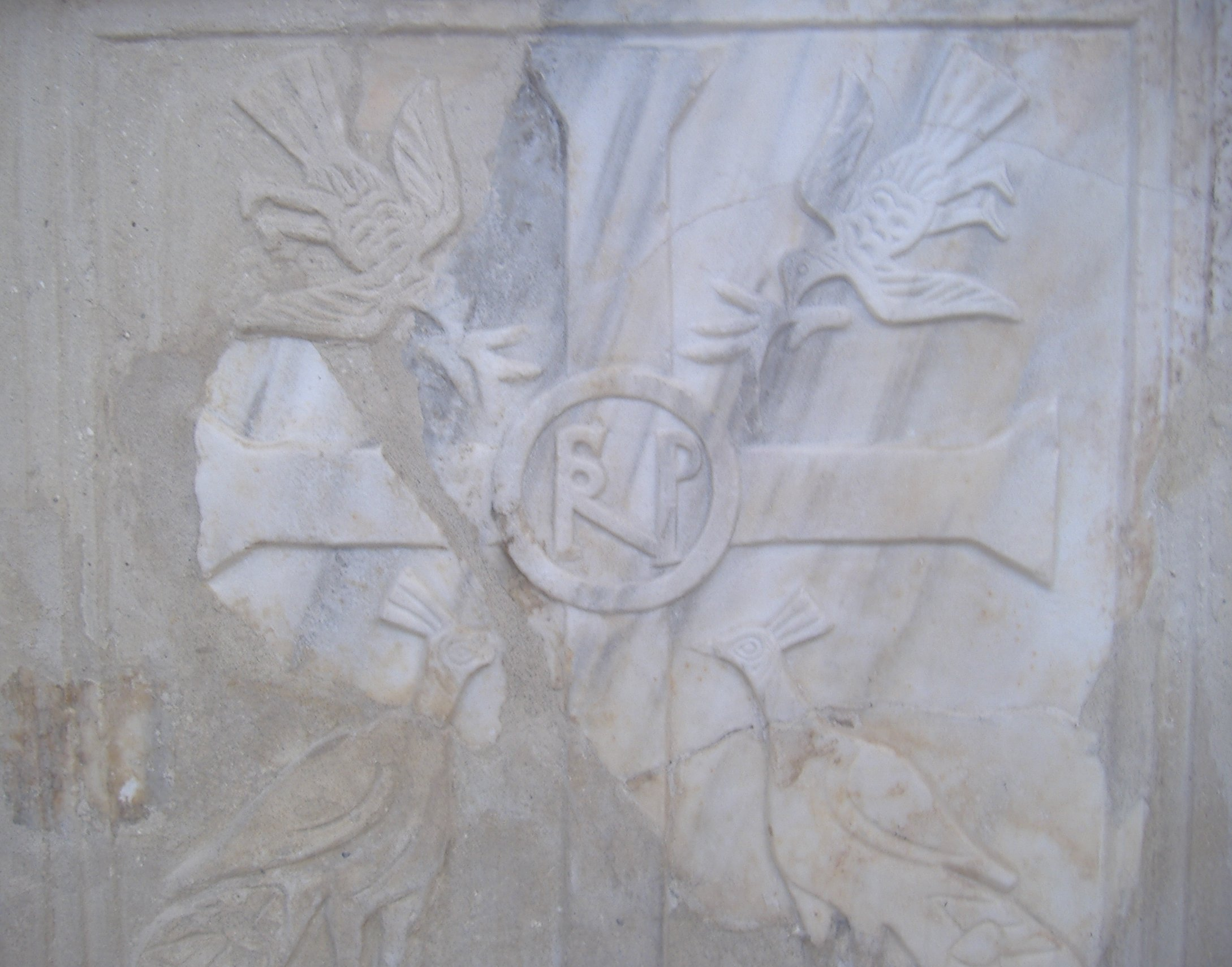
Monogramme de Probin de Bénévent sur l'autel.

À partir des Ive et Ve siècles, Aquilée, saccagée à plusieurs reprises lors des invasions barbares, est peu à peu abandonnée par ses habitants, qui se réfugient à proximité de Grado. Le déclin définitif d'Aquilée est sanctionné par l'installation du patriarche, le romain Paulin Ier d'Aquilée (557-569), dans le site insulaire.
Paulin Ier commence à y concevoir une série d'édifices religieux qui doivent servir la population croissante de l'île et donner à la ville la dignité d'un évêché. Le baptistère est dû à son successeur, Probin de Bénévent (569-571), comme en témoigne son monogramme figurant sur le devant de l'autel, où colombes et paons encadrent une croix. Elia (571-586/87) achève les travaux avec la construction de la basilique Sant'Eufemia, la première église de l'île de Barbana et, probablement, une première restauration de la basilique Santa Maria delle Grazie.

### Du Moyen Age à nos jours
L'émergence de Venise en tant que puissance lagunaire entraîne un lent déclin de Grado, qui au fil des siècles perd son évêché et est réduit à un simple village de pêcheurs. Le baptistère suit également les événements de la commune et devient une chapelle de cimetière.
Au XVIIe siècle, le bâtiment, qui au début du Moyen Âge avait été équipé d'escaliers d'apparat et d'une arche dédiée à saint Jean, est restauré dans le style baroque et le reste jusqu'au siècle dernier.
En 1925, des travaux d'excavation et de restauration sont lancés qui mettent au jour les formes originales, tant dans l'aspect extérieur que dans les intérieurs simples : les fenêtres d'origine ont été rouvertes et l'ancien parvis devant le baptistère a été restauré.

## Architecture

### Extérieurs
Le bâtiment a un plan octogonal. L'extérieur est en terre cuite et comporte huit fenêtres hautes, une de chaque côté, sous lesquelles se trouvait un porche d'entrée, aujourd'hui perdu.
L'entrée actuelle, orientée à l'ouest, est de construction récente, tandis que l'ancienne porte, orientée au nord-ouest, était autrefois murée.

### Intérieur
L'intérieur est très simple. En 1928, le sol d'origine baroque a été supprimé et le niveau abaissé d'environ 2,20 m pour tenter de lui redonner son aspect d'origine. Le sol est en mosaïque du VIe siècle, avec des décorations géométriques et florales et une inscription dédiée au cubiculaire Sesinio.
Au centre, les fonts baptismaux sont curieusement hexagonaux, contrairement à la disposition octogonale de l'édifice. Ils sont recouverts de marbre cipolin vert. L'autel s'élève dans une abside obtenue du côté oriental : il est éclairé par trois fenêtres et est décoré de fragments sculpturaux.
Le plafond en bois a été reconstruit en 1933 sur la base du bâtiment d'origine.